# حق رأی زنان در ایران

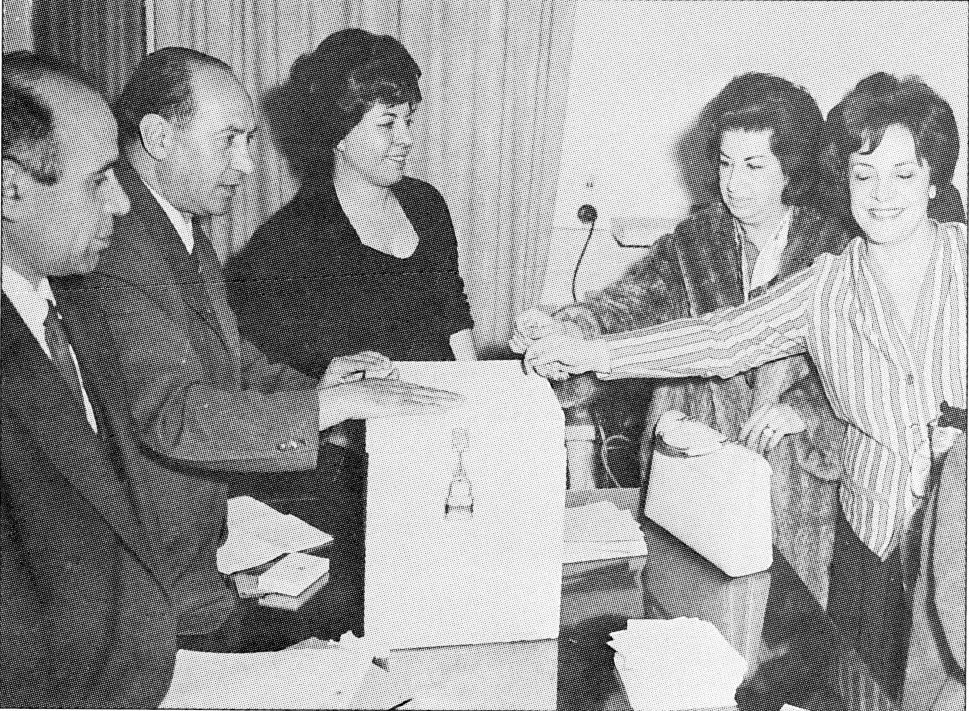
زنان پای صندوق‌های رای در سال ۱۳۴۲

حق رای زنان در ایران در ۱۲ اسفند ۱۳۴۱ به رسمیت شناخته شد. در تاریخ ۱۹ دی‌ماه ۱۳۴۱، با اعلام انقلاب سفید توسط محمدرضا شاه که در شش اصل خلاصه می‌شد اعطای حق رأی به زنان نیز داده شد و علی‌رغم همهٔ مخالفت‌های مراجع تقلید و روحانیانی نظیر خمینی، حق رأی زنان پذیرفته شد. فرخ‌رو پارسا اولین زنی بود که به نمایندگی از مردم تهران، در دوره بیست و یکم انتخابات مجلس شورای ملی وارد مجلس شد.

## تاریخچه
«بسم اللّه الرحمن الرحیم
حضور مبارک اعلیحضرت همایونی
پس از اهدای تحیت و دعا، به طوری که در روزنامه‌ها منتشر است، دولت در انجمن‌های ایالتی و ولایتی، «اسلام» را در رأی‌دهندگان و منتخبین شرط نکرده؛ و به زن‌ها حق رأی داده‌است. و این امر موجب نگرانی علمای اعلام و سایر طبقات مسلمین است. بر خاطر همایونی مکشوف است که صلاح مملکت در حفظ احکام دین مبین اسلام و آرامش قلوب است. مستدعی است امر فرمایید مطالبی را که مخالف دیانت مقدسه و مذهب رسمی مملکت است از برنامه‌های دولتی و حزبی حذف نمایند تا موجب دعاگویی ملت مسلمان شود.»

—روح‌الله خمینی
با تصویب قانون انتخابات در دوره نخست مجلس شورای ملی، اولین گروهی که از حق رأی و همچنین از انتخاب شدن و انتخاب کردن منع شدند، زنان بودند. حاج شیخ تقی ایرانی وکیل‌الرعایا نماینده همدان تنها نماینده ای بود که در مجلس دوم این قانون را به پرسش گرفت.
«بنده خیلی جرئت می‌کنم و عرض می‌کنم که در آن اول، محروم‌کردن نسوان است که یک قسمت از مخلوق خداوند است که آن‌ها را محروم می‌کنیم. با کدام دلیل منطقی آن را محروم می‌کنیم.»— محمدتقی وکیل‌الرعایا، 
در مارس ۱۹۰۸ وکیل‌الرعایا با حمایت سید حسن تقی‌زاده موفق شد از حق انجمن سیاسی برای زنان حمایت کند. او در مجلس دوم دوباره انتخاب شد و مجدداً از حقوق زنان صحبت کرد. وقتی قانون انتخابات که کمیسیونی به ریاست ذکاءالملک فروغی تدوین کرده بود، در دهم مرداد ۱۲۹۰ خورشیدی در مجلس مطرح شد، حاج شیخ تقی از بین نمایندگی تنها کسی بود که خواهان حق رأی زنان شد. فروغی با حمایت نمایندگان «منطقی تر» (حاج شیخ تقی از قبل معروف شده بود که فردی نامعمول است) توضیح داد که از لحاظ اصولی مخالفتی وجود ندارد ولی زنان ایران هنوز برای رأی دادن آماده نیستند. این مناقشه توجه بین‌المللی به خود جلب کرد و حتی به افسانه‌های فمینیستی وارد شد: روایت بر این است که یک روحانی عالی‌رتبه حاج شیخ تقی را به سبب این اعتراضش از مجلس اخراج کرد. اگر نظرات وکیل الرعایا چیره شده بود، ایران از لحاظ زمان اعطای حق رأی به زنان سال‌ها از بریتانیا و تقریباً از همهٔ دیگر دمکراسی‌های پارلمانی جلوتر بود. در سال ۱۹۱۱ فقط چهار کشور به زنان اجازه رأی دادن اعطا کرده بودند. سید حسن مدرس در پاسخ به وکیل‌الرعایا در مجلس گفت: «برهان این است که امروز ما هر چه تأمل می‌کنیم می‌بینیم خداوند قابلیت در اینها قرار نداده‌است که لیاقت حق انتخاب را داشته باشند. مستضعفین و مستضعفات و آن‌ها از آن نمره‌اند که عقول آن‌ها استعداد ندارد و گذشته از این که در حقیقت نسوان در مذهب اسلام ما در تحت قیمومیتند(الرجال قوامون علی النساء) در تحت قیومیت رجال هستند و مذهب رسمی ما اسلام است. آن‌ها در تحت قیمومیتند. ابداً حق انتخاب نخواهند داشت. دیگران باید حفظ حقوق زن‌ها را بکنند که خداوند هم در قرآن می‌فرماید در تحت قیومیت اند و حق انتخاب نخواهند داشت هم دینی هم دنیوی. این مسئله‌ای بود که اجمالاً عرض شد.»
یکی از جدی‌ترین تحولات در زمینهٔ حق رأی زنان، در ۱۷ آبان سال ۱۳۳۱ خورشیدی و در زمان دولت مصدق رخ داد که او در تلاش بود تا قانون جدیدی را برای انتخاب مطرح کند. او لایحه جدیدی برای انتخابات شهرداری امضا کرد که به‌طور تلویحی حق رای را به زنان نیز گسترش می‌داد، گرچه لایحه پیشنهادی انتخابات مجلس او به زنان حق رای اعطا نمی‌کرد. بعضی از حامیان او از جمله محمود نریمان حامی اعطای حق رای به زنان بودند، اما بسیاری از نمایندگان قویاً مخالف بودند و از پشتیبانی علما برخوردار بودند یا به آن استناد می‌کردند. ابوالقاسم کاشانی، رئیس مجلس، با اعطای حق رای به زنان مخالف بود و به درخواست‌های شماری از نمایندگان زنان پاسخ مثبتی نمی‌داد. در این بین تعدادی از موافقان و مخالفان با هم روبرو شدند و نظرات خود را بیان کردند. در نتیجه اصلاح قانون انتخابات با مخالفت برخی قشرهای سنتی و روحانیون منتفی شد. او مجلس را بر اساس یک همه‌پرسی منحل کرد و قصد داشت انتخابات مجلس جدید را بر اساس قانون اخیر برگزار کند که با کودتای ۲۸ مرداد سرنگون شد.

### لایحهٔ انجمن‌های ایالتی و ولایتی
در شانزدهم مهرماه ۱۳۴۱ خورشیدی در زمان دولت اسدالله اعلم، نخست‌وزیر وقت، مصوبه‌ای منتشر شد که در آن شرط مسلمان‌بودن انتخاب‌کنندگان و انتخاب‌شوندگان حذف شد. خمینی که از دادن حق رأی به زنان شدیداً معترض بود، در هفدهم مهر ۱۳۴۱ به محمدرضاشاه پهلوی تلگرافی فرستاد و در آن اعتراض خود را اعلام کرد.

«موضوع حق شرکت‌دادن زنان در انتخابات مانعی ندارد؛ ولی حق انتخاب‌شدن آن‌ها فحشا به بار می‌آورد. موضوع حق رأی‌دادن زنان و غیره در درجهٔ آخر اهمیت قرار دارد. ما می‌خواهیم مشروطیت را حفظ کنیم. اکنون که در ایران حق آزادی از ما سلب شده، به فکر زن‌ها افتاده‌اند! در حال حاضر آزادی قلم، بیان، افکار و حتی حق حیات از مردم سلب گردیده‌است. برای دفتر ولیعهد ماهی پنجاه تا شصت هزار تومان هزینه برآورد کرده‌اند؛ و حال آن‌که به هر نفر طلبه، ما در هر ماه بیست الی سی تومان حقوق می‌دهیم.»

__ روح‌الله خمینی
اسدالله علم، پیگیری اعتراضات را بر عهده گرفت واین مخالفت‌ها را اقدامی ارتجاعی دانست و به دنبال اعتراض‌ها مجبور شد اعلام کند که لایحهٔ انجمن‌های ایالتی و ولایتی اجرا نخواهد شد. خمینی به اسدالله اعلم تلگرام فرستاد:
«ورود زن‌ها به مجلسین و انجمن‌های ایالتی و ولایتی و شهرداری مخالف قوانین محکم اسلام که تشخیص آن، به نص قانون اساسی، محول به علمای اعلام و مراجع فتواست، و برای دیگران حق دخالت نیست. و فقهای اسلام و مراجع مسلمین به حرمت آن فتوا داده و می‌دهند. در این صورت، حق رأی دادن به زن‌ها و انتخاب آن‌ها در همه مراحل، مخالف نص اصل دوم از متمم قانون اساسی است. و نیز قانون مجلس شورا، مصوب و موشّح ربیع‌الثانی ۱۳۲۵ قمری، حق انتخاب‌شدن و انتخاب‌کردن را در انجمن‌های ایالتی و ولایتی و شهرداری از زن‌ها سلب کرده‌است.»— روح‌الله خمینی، 
در تاریخ ۱۰ اردیبهشت ۱۳۴۲ خمینی در جمع دانشجویان عضو انجمن‌های اسلامی دانشگاه تهران در مورد حق رأی زنان گفت که حق شرکت دادن زنان در انتخابات مانعی ندارد ولی حق انتخاب‌شدن آن‌ها موجب فحشا می‌شود و پس از انقلاب ۵۷ این حق رأی را با مطابق با قوانین اسلام دانست. علی‌رغم همهٔ مخالفت‌های مراجع تقلید و روحانیان حق رأی زنان پذیرفته شد.

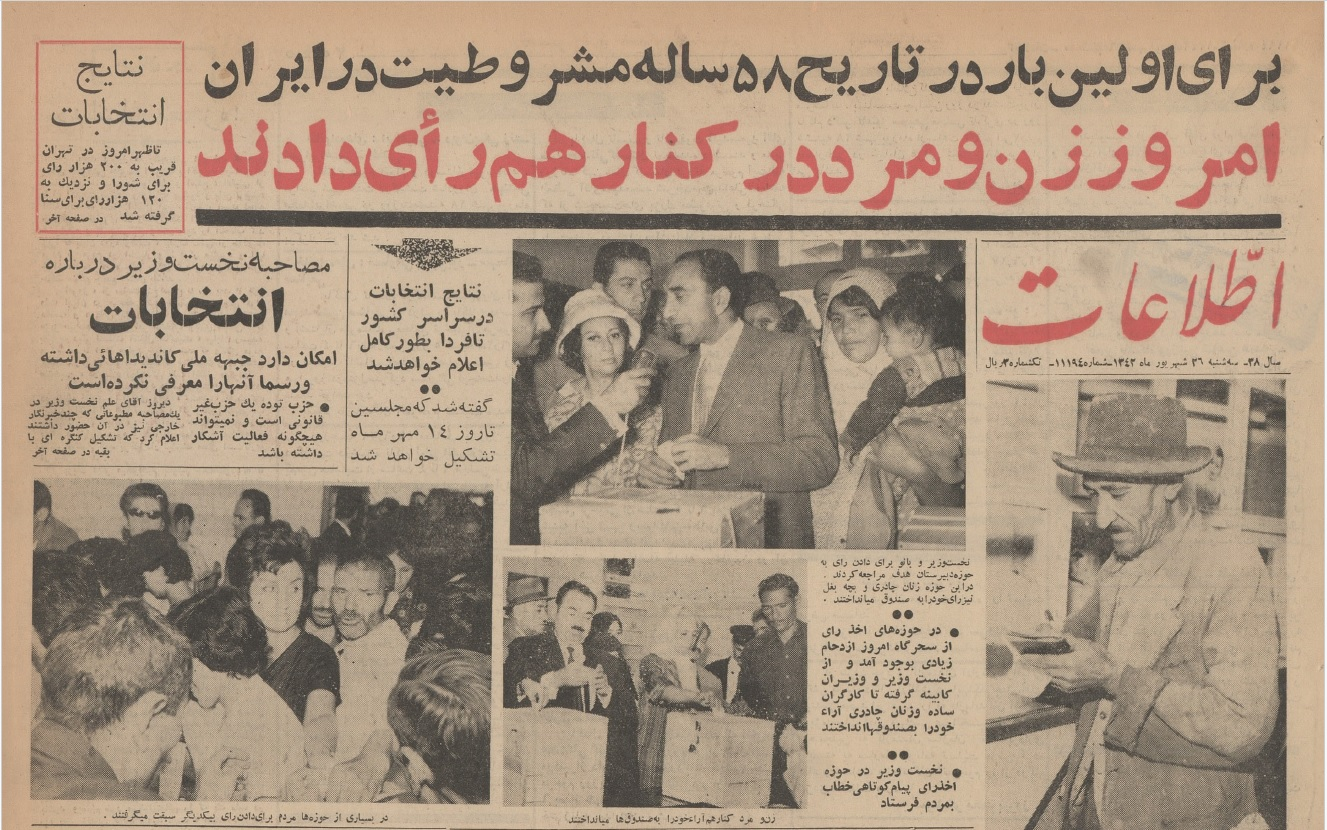
زنان ایران برای اولین بار رای می‌دهند

زنان ایرانی برای نخستین بار در ۲۶ شهریور ۱۳۴۲ در انتخابات مجلس شورای ملی و سنا رای دادند.
بعد از تصویب لایحه انتخابات انجمن‌های ایالتی و ولایتی توسط روزنامه‌های تهران خبر در سال ۱۳۴۱، روحانیون این لایحه را تحت نفوذ اندیشه‌های ضداسلامی و غیراسلامی دانستند. حق رأی زنان در کمتر از بیست سال بعد، در اولین رأی‌گیری ای که در حکومت جمهوری اسلامی ایران برقرار شد، نه تنها غیراسلامی دانسته نشد بلکه جزو حقوق مسلم زنان بود که می‌بایست در حکومتی اسلامی از آن برخوردار باشند.

### پس از انقلاب ۱۳۵۷
دولت پس از انقلاب حق رای همگانی را حفظ کرد. در همه‌پرسی فروردین ۱۹۷۹ برای تعیین ماهیت دولت جدید، دولت موقت به همه ایرانیان بالای سن شانزده سال اجازه رای دادن اعطا کرد، و بدین ترتیب در مقاومت یک قرنی علما با مشارکت عمومی زنان و پایین آوردن موقت سن رای دادن تجدیدنظر کرد. پس از رای به نفع جمهوری اسلامی، سید روح‌الله خمینی بنیانگذار جمهوری اسلامی به تشویق مشارکت مستقیم سیاسی زنان ادامه داد و وعده ارتقای جایگاه آنان در جامعه را داد. قانون اساسی جمهوری اسلامی ایران به مردان و زنان حق رای دادن اعطا می‌کند.

## جریانات سیاسی
فصل‌نامه دنیا نشریه ارگان حزب توده ایران در مقاله‌ای به «عطیه‌ای شاهانه» خواندن حق رای زنان انتقاد می‌کند و آن را حاصل مبارزه پنجاه ساله زنان می‌داند. جبهه ملی دوم در سوم بهمن ۱۳۴۱ بیانیه‌ای منتشر می‌کند و مخالفت خود را با برگزاری رفراندوم لوایح شش‌گانه اعلام می‌کند. نهضت آزادی نیز در همان روز بیانیه جداگانه‌ای در مخالفت با رفراندوم منتشر می‌کند و از آن به نعبیر سوپاپ اطمینان یاد می‌کند. سه هفته پس از برگزاری رفراندوم، روح‌الله خمینی به همراه ۸ مرجع دیگر در ۲۸ بهمن در نامه‌ای اعتراضی می‌نویسند «روحانیت ملاحظه می کند که دولت مذهب رسمی کشور را ملعبۀ خود قرار داده، و در کنفرانسها اجازه می‌دهد که گفته شود قدم‌هایی برای تساوی حقوق زن و مرد برداشته شده. در صورتی که هر کس به تساوی حقوق زن در ارث و طلاق و مثل اینها که جزء احکام ضروری اسلام است، معتقد باشد و لغو نماید، اسلام تکلیفش را تعیین کرده است.‏ دولت سر خود و مردم را گرم می کند به امثال دخالت زنان در انتخابات، یا اعطای حق زنها، یا وارد نمودن نیمی از جمعیت ایران را در جامعه. و نظایر این تعبیرات فریبنده، که جز بدبختی و فساد و فحشا چیز دیگری همراه ندارد. اسلام مراعات بانوان را در تمام جهت بیش از هر کس نموده؛ و احترام به حیثیت اجتماعی و اخلاقی آنها موجب شده است که از این نحو اختلاطِ مخالف با عفت و تقوای زن جلوگیری کند. روحانیون با صراحت می‌گویند تصویبنامۀ اخیر دولت راجع به شرکت نسوان در انتخابات از نظر شرع بی اعتبار و از نظر قانون اساسی لغو است.» نهضت آزادی در بیانیه‌ای با عنوان هدف مبارزه روحانیون از نامه ۹ امضایی مراجع حمایت می‌کند و حق رای زنان را در شرایطی که مردان هم حق رای ندارند، برای پنهان کردن جنایت‌های رژیم تحت لوای آزادی می‌داند و تاکید می‌کند «روحانيت معتقد است اگر مجلسي صحيح از مردها مطابق خواست و اراده خود مردم تشكيل شود و طبق قانون اساسي پنج نفر از روحانيون و دانشمندان ديني مطلع از اوضاع روز در آن شركت داشته باشند مصالح تمام افراد از زن ومرد به طور مسلم تامين خواهد شد.»

## انتخاب شدن به نمایندگی مجلس
در دوره بیست و یکم انتخابات مجلس شورای ملی در سال ۱۳۴۲ برای نخستین بار شش زن، نیره ابتهاج سمیعی، هاجر تربیت، شوکت ملک جهانبانی، فرخرو پارسا، مهرانگیز دولتشاهی و نزهت نفیسی، وارد مجلس شدند. در اولین دوره انتخابات مجلس پس از انقلاب سال ۱۳۵۷، تنها چهار زن در بین ۲۷۰ نماینده به اولین دوره مجلس شورای اسلامی راه پیدا کردند که تا سومین دور مجلس هم تعداد ثابت باقی ماندند.

## تأثیرات
علی‌رغم آن که در ایران، حق رای زنان با مانعی روبرو نیست اما آن‌ها در بسیاری از زمینه‌های دیگر اعم از تحصیل در برخی از رشته‌های دانشگاهی و پیدا کردن شغل یا حضور در ورزشگاه‌ها با مشکلات بسیاری مواجه هستند و هم چنان آن‌ها برای داشتن حقوقی برابر به مبارزه ادامه می‌دهند.